# Kalevala
Kalevala je zbirka epske poezije iz 19. stoletja, ki jo je zbral Elias Lönnrot iz karelijskega in finskega ustnega ljudskega izročila in mitologije in pripoveduje epsko zgodbo o stvarjenju Zemlje, opisuje polemike in maščevalna potovanja med ljudstvi dežele Kalevala, imenovane Väinölä in dežele Pohjola ter njihovimi različnimi protagonisti in antagonisti, kot tudi gradnja in rop epskega mitskega stroja za ustvarjanje bogastva Sampo.
Kalevala velja za nacionalni ep Karelije in Finske in je eno najpomembnejših del finske literature z Zgodbami praporščaka Ståla J. L. Runeberga in Sedmimi brati Aleksisa Kivija. Kalevala je bila ključnega pomena pri razvoju finske nacionalne identitete in zaostritvi finskega jezikovnega boja, ki je končno pripeljal do neodvisnosti Finske od Rusije leta 1917. Delo je mednarodno znano in je delno vplivalo na primer na legendarium J. R. R. Tolkiena (tj. mitologija Srednjega sveta).
Naslov Kalevala se nanaša na Kalevo, znano tudi kot Kalevi ali Kalev. Kaleva in njegovi sinovi so pomembne junaške osebe v estonski, finski in karelijski mitologiji. V finskem epu Kalevala je starodavni finski vladar. Zato finska beseda Kalevala pomeni 'dežela junakov'.
Prva različica Kalevale, imenovana Stara Kalevala, je bila objavljena leta 1835 in je obsegala 12.078 verzov. Danes je bila najbolj znana različica prvič objavljena leta 1849 in obsega 22.795 verzov, razdeljenih na petdeset ljudskih zgodb (finsko runot). Skrajšana različica, ki vsebuje vseh petdeset pesmi, vendar samo 9732 verzov, je bila objavljena leta 1862. V zvezi s Kalevalo obstaja še ena veliko bolj lirična pesniška zbirka, ki jo je prav tako zbral Lönnrot, imenovana Kanteletar iz leta 1840, ki jo večinoma obravnavajo kot »sestrsko zbirko« Kalevale.
Etimološko ime pesnitve izhaja iz izraza »dežele Kaleva« (s finskim pridevkom -la/lä za kraj). Ep je sestavljen iz 22.795 verzov, razdeljen pa je v 50 poglavij (edn. canto oz. v finščini runo).

## Zbiranje in kompilacija

### Elias Lönnrot
Elias Lönnrot (9. april 1802 – 19. marec 1884) je bil zdravnik, botanik, jezikoslovec in pesnik. V času, ko je sestavljal Kalevalo, je bil okrožni zdravstveni uradnik s sedežem v Kajaaniju, odgovoren za celotno regijo Kainuu v vzhodnem delu takratne Velike kneževine Finske. Bil je sin Fredrika Johana Lönnrota, krojača in Ulrike Lönnrot; rojen je bil v vasi Sammatti, Uusimaa.
Pri 21 letih se je vpisal na cesarsko akademijo v Turkuju in leta 1826 pridobil magisterij. Njegova teza je imela naslov De Vainamoine priscorum fennorum numine (Väinämöinen, božanstvo starodavnih Fincev). Drugi del monografije je bil istega leta uničen v velikem požaru v mestu Turku.
Spomladi 1828 se je podal z namenom zbiranja ljudskih pesmi in poezije. Namesto da bi nadaljeval s tem delom, se je odločil dokončati študij in se vpisal na univerzo Imperial Alexander v Helsinkih na študij medicine. Leta 1832 je pridobil magisterij. Januarja 1833 je začel kot okrožni zdravstveni uradnik Kainuu in začel svoje delo pri zbiranju poezije in sestavljanju Kalevale. Skozi svojo kariero je Lönnrot opravil skupno enajst terenskih izletov v obdobju petnajstih let.
Pred objavo Kalevale je Elias Lönnrot zbral več sorodnih del, med drugim Kantele v treh delih (1829–1831), Staro Kalevalo (1835) in Kanteletar (1840).
Lönnrotova potovanja in prizadevanja so mu pomagala sestaviti Kalevalo in prinesla veliko užitka ljudem, ki jih je obiskoval; veliko časa je porabil za pripovedovanje, kar je zbral, in za učenje novih pesmi.

### Poezija

#### Zgodovina
Pred 18. stoletjem je bila poezija Kalevala, znana tudi kot runska pesem, pogosta po vsej Finski in v Kareliji, v 18. stoletju pa je začela izginjati na Finskem, najprej v zahodni Finski, ker je evropska rimana poezija postala pogostejša na Finskem. Finska ljudska poezija je bila prvič zapisana v 17. stoletju in jo v naslednjih stoletjih zbirali ljubitelji in učenjaki. Kljub temu je večina finske poezije ostala le v ustnem izročilu.
Na Finskem rojen nacionalist in jezikoslovec Carl Axel Gottlund (1796–1875) je izrazil željo po finskem epu v podobnem duhu kot Iliada, Ossian in Pesem o Nibelungih, sestavljen iz različnih pesmi, razširjenih po večini Finske. Upal je, da bo takšno prizadevanje pri domačih Fincih spodbudilo občutek narodnosti in neodvisnosti. Leta 1820 je Reinhold von Becker ustanovil revijo Turun Wiikko-Sanomat in objavil tri članke z naslovom Väinämöisestä (Glede Väinämöinen). Ta dela so bila navdih za Eliasa Lönnrota pri ustvarjanju njegove magistrske naloge na Univerzi Turku.
V 19. stoletju je zbirateljstvo postalo bolj obsežno, sistematično in organizirano. Finsko književno društvo in drugi zbiralci v današnji Estoniji in Republiki Kareliji so skupaj zbrali in arhivirali skoraj pol milijona strani verzov. Publikacija Suomen Kansan Vanhat Runot (Starodavne pesmi Fincev) je objavila 33 zvezkov, ki vsebujejo 85.000 elementov poezije v obdobju 40 let. Arhivirali so 65.000 enot poezije, ki ostajajo neobjavljene. Do konca 19. stoletja je ta zabava zbiranja gradiva v zvezi s Karelijo in razvijajočo se usmeritvijo na vzhodne dežele postala moda, imenovana karelizem, oblika nacionalne romantike.
Kronologija tega ustnega izročila je negotova. Najstarejše teme, izvor Zemlje, so razlagali tako, da imajo korenine v daljni, nezapisani zgodovini in bi lahko bile stare celo 3000 let. Najnovejši dogodki, npr. prihod krščanstva, se zdi, da izvirajo iz železne dobe, ki je na Finskem trajala do leta 1300 n. št.. Finski folklorist Kaarle Krohn meni, da je 20 od 45 pesmi Kalevale možnega staroestonskega izvora ali pa se vsaj ukvarja z motivom estonskega izvora (od preostalih sta dve Ingrijski in 23 zahodnofinskih).
Razume se, da je duhovščina med finsko reformacijo v 16. stoletju prepovedala vsako pripovedovanje in petje poganskih obredov in zgodb. V povezavi s prihodom evropske poezije in glasbe je to povzročilo znatno zmanjšanje števila tradicionalnih ljudskih pesmi in njihovih pevcev. Tako je tradicija nekoliko zbledela, vendar nikoli ni bila popolnoma izkoreninjena.

#### Lönnrotovi izleti
Skupno je Lönnrot opravil enajst terenskih izletov v iskanju poezije. Njegovo prvo potovanje je potekalo leta 1828 po diplomi na Univerzi v Turkuju, vendar se je pravo delo začelo šele leta 1831 in njegovem drugem izletu. Do takrat je objavil že tri članke z naslovom Kantele in imel pomembne opombe za nadgradnjo. To drugo potovanje ni bilo preveč uspešno in poklicali so ga nazaj v Helsinke, da bi oskrbel žrtve druge pandemije kolere.
Tretja ekskurzija je bila veliko uspešnejša in je Eliasa Lönnrota vodila na Viena v vzhodni Kareliji, kjer je obiskal mesto Akonlahti, kar se je izkazalo za najbolj uspešno. To potovanje je prineslo več kot 3000 verzov in obsežnih zapiskov. Leta 1833 se je Lönnrot preselil v Kajaani, kjer naj bi preživel naslednjih 20 let kot okrožni zdravstveni uradnik v regiji, živel je na posesti Hövelö, blizu jezera Oulujärvi v vasi Paltaniemi, in svoj prosti čas preživljal z iskanjem pesmi. Njegovo četrto terensko potovanje je potekalo v povezavi z njegovim delom zdravnika; 10-dnevni izlet na Viena. Rezultat tega potovanja je bilo 49 pesmi in skoraj 3000 novih vrstic verzov. Med tem potovanjem je Lönnrot oblikoval zamisel, da bi pesmi lahko predstavljale širšo kontinuiteto, ko so mu bile uprizorjene entitete pesmi skupaj s komentarji v običajnem govoru, ki so jih povezovali.
Na petem izletu je Lönnrot srečal Arhippa Perttunena, ki mu je v dveh dneh neprekinjenega recitiranja priskrbel približno 4000 verzov za Kalevalo. V zaselku Lonkka na ruski strani meje je srečal tudi pevko Matisko. Čeprav je imela ta pevka nekoliko slab spomin, je pomagala zapolniti številne vrzeli v delu, ki ga je Lönnrot že katalogiziral. Rezultat tega potovanja je bilo odkritje skoraj 300 pesmi z nekaj več kot 13.000 verzi.
Jeseni 1834 je Lönnrot napisal veliko večino dela, potrebnega za to, kar naj bi postalo stara Kalevala; vse, kar je bilo potrebno, je bilo zvezati nekaj pripovedi in dokončati delo. Njegovo šesto terensko potovanje ga je vodilo v Kuhmo, občino v Kainuuju južno od Viena. Tam je zbral več kot 4000 verzov in dokončal prvi osnutek svojega dela. Napisal je predgovor in ga objavil februarja naslednje leto.
Ko je Stara Kalevala že v prvi izdaji, se je Lönnrot odločil, da bo nadaljeval z zbiranjem pesmi, da bi dopolnil svoje obstoječe delo in bolje razumel kulturo. Sedma ekskurzija ga je popeljala na dolgo vijugasto pot po južnih in vzhodnih delih vienavske pevske pokrajine. V Kuhmu je zaradi slabih smučarskih razmer močno zamujal. Do konca tega potovanja je Lönnrot zbral še 100 pesmi, sestavljenih iz več kot 4000 verzov. Lönnrot je opravil svoj osmi terenski izlet v rusko obmejno mesto Lapukka, kjer se je veliki pevec Arhippa Perttunen učil svojega poklica. V korespondenci ugotavlja, da je zapisal veliko novih pesmi, vendar ni jasen glede količine.
Elias Lönnrot je odpotoval na prvi del svojega devetega izleta 16. septembra 1836. Finska literarna družba mu je odobrila 14-mesečni dopust in vsoto potnih stroškov. Njegova sredstva so prišla z nekaterimi določili: potovati mora okoli obmejnih regij Kainuuja in nato naprej proti severu ter končno od Kainuuja proti jugovzhodu vzdolž meje. Za odpravo na sever ga je spremljala Juhana Fredrik Cajan. Prvi del potovanja je Lönnrota vodil vse do Inarija v severni Laponski. Drugi, južni del potovanja je bil uspešnejši od severnega, saj je Lönnrota pripeljal do mesta Sortavala ob Ladoškem jezeru, nato nazaj skozi Savo in na koncu nazaj v Kajaani. Čeprav so bilo ta potovanje dolgo in naporno, so povzročilo zelo malo gradiva za Kalevalo; samo 1000 verzov je bilo najdenih iz južne polovice in neznana količina iz severne polovice.
Deseta ekskurzija je relativna neznanka. Znano pa je, da je Lönnrot nameraval zbrati pesmi, da bi jih zbral v prihajajoče delo Kanteletar. Večji del potovanja ga je spremljal prijatelj C. H. Ståhlberg. Med tem potovanjem sta v majhnem obmejnem mestu Ilomantsi srečala Mateli Magdaleno Kuivalatar. Kuivalatar je bila zelo pomembna za razvoj Kanteletarja. Enajsto dokumentirano terensko potovanje je bilo še eno, ki je potekalo v povezavi z njegovim medicinskim delom. V prvem delu potovanja se je Lönnrot vrnil v Akonlahti v ruski Kareliji, kjer je zbral 80 pesmi in skupaj 800 verzov. Preostali del potovanja trpi zaradi slabe dokumentacije.

#### Metodologija
Lönnrot in njegovi sodobniki, npr. Matthias Castrén, Anders Johan Sjögren in David Emmanuel Daniel Europaeus so zbrali večino različic pesmi; ena pesem bi zlahka imela nešteto različic, raztresenih po podeželskih območjih Karelije in Ingrije. Lönnrota ni zares zanimalo in je le redko zapisal ime pevca, razen v nekaterih bolj plodovitih primerih. Njegov glavni namen v regiji je bil zdravnik in urednik, ne pa biograf ali svetovalec. Redkokdaj je vedel kaj poglobljenega o pevcu samem in predvsem le popisoval verze, ki bi lahko bili relevantni ali kakorkoli uporabni pri njegovem delu.
Študent David Emmanuel Daniel Europaeus je zaslužen za odkritje in katalogizacijo večine zgodbe o Kullervu.
Med desetinami pevcev pesmi, ki so prispevali h Kalevali, so pomembni:
- Arhippa Perttunen (1769–1840)
- Juhana Kainulainen
- Matiska
- Ontrei Malinen (1780–1855)
- Vaassila Kieleväinen
- Soava Trohkimainen

#### Oblika in struktura
Poezijo so pogosto peli na glasbo, zgrajeno na pentakordu, včasih pa ji je pomagal igralec kantele. Ritem se je lahko spreminjal, vendar je bila glasba razporejena v dveh ali štirih vrsticah v 5
4 meter. Pesmi je pogosto izvajal duo, pri čemer je vsaka oseba prepevala alternativne verze ali skupine verzov. Ta način izvedbe imenujemo antifonična izvedba, je nekakšna »pevska tekma«.

#### Sheme
V Kalevali sta predstavljeni dve glavni shemi: [50]
- Aliteracija

Aliteracijo lahko razdelimo na dve obliki. Šibka: kjer je samo začetni soglasnik enak, in močan: kjer sta prvi samoglasnik ali samoglasnik in soglasnik enaka v različnih besedah. (npr. finsko: vaka vanha Väinämöinen, lit. 'Trdni stari Väinämöinen').
- Paralelizem

Paralelizem v Kalevali se nanaša na slogovno značilnost ponavljanja ideje, predstavljene v prejšnji vrstici, pogosto z uporabo sinonimov, namesto premikanja zapleta naprej. (npr. finsko: Näillä raukoilla rajoilla / Poloisilla pohjan mailla, lit. 'V teh mračnih severnih regijah / V turobni deželi Pohja'). Lönnrot je bil kritiziran zaradi pretirane uporabe vzporednosti v Kalevali: v izvirnih pesmih je vrstici običajno sledila samo ena taka vzporednica.

### Lönnrotov prispevek h Kalevali
O osebnih prispevkih Eliasa Lönnrota h Kalevali je pravzaprav znanega zelo malo. Učenjaki se še danes prepirajo o tem, koliko Kalevale je pristne ljudske poezije in koliko je Lönnrotovo lastno delo – in o stopnji, do katere je besedilo 'pristno' glede na ustno izročilo. Med postopkom kompilacije je znano, da je združil različice pesmi in like, izpustil verze, ki niso ustrezali, in sestavil svoje vrstice, da bi nekatere odlomke povezal v logičen zaplet. Podobno, kot je bilo običajno v predliterarnih konvencijah ustne poezije – po pričevanju Arhippe Perttunen – so tradicionalni bardi v dneh njegovega očeta vedno spreminjali jezik pesmi od izvedbe do izvedbe, ko so recitirali iz svojega repertoarja.
Finski zgodovinar Väinö Kaukonen nakazuje, da je 3 % vrstic Kalevale Lönnrotova lastna skladba, 14 % Lönnrotovih skladb iz variant, 50 % verzov, ki jih je Lönnrot ohranil večinoma nespremenjenih, razen nekaj manjših sprememb, in 33 % izvirne nelektorirane ustne poezije.

## Prevodi
Do danes je bila Kalevala prevedena v 49 jezikov.

Delni seznam prevodov:
| jezik         | leto         | prevajalec                                         | opomba                                                       |
| švedščina     | 1841         | M. A. Castrén                                      | szara Kalevala (original iz leta 1835)                       |
| švedščina     | 1864–1868    | Karl Collan                                        | nova Kalevala (original iz leta 1849)                        |
| švedščina     | 1884         | Rafaël Hertzberg                                   | prosti prevod                                                |
| švedščina     | 1944         | Olaf Homén                                         | skrajšana švedska izdaja                                     |
| švedščina     | 1948         | Björn Collinder                                    | celotna Kalevala                                             |
| švedščina     | 1999         | Lars Huldén och Mats Huldén                        | celotna Kalevala                                             |
| francoščina   | 1845 in 1867 | Louis Léouzon le Duc                               |                                                              |
| francoščina   | 1927         | Jean Louis Perret                                  |                                                              |
| francoščina   | 1991         | Gabriel Rebourcet                                  | celotna Kalevala, prevod na podlagi stare francoske slovnice |
| nemščina      | 1852         | Franz Anton Schiefner                              |                                                              |
| nemščina      | 1885-1886    | H. Paul                                            |                                                              |
| nemščina      | 1967         | Lore Fromm, Hans Fromm                             |                                                              |
| nemščina      | 2004         | Gisbert Jänicke                                    |                                                              |
| angleščina    | 1868         | John Addison Porter                                | delni prevod, po Franzu Antonu Schiefnerju                   |
| angleščina    | 1888         | John Martin Crawford                               | polni prevod, po Franzu Antonu Schiefnerju                   |
| angleščina    | 1907         | William Forsell Kirby                              | prvi prevod iz finščine                                      |
| angleščina    | 1963         | Francis Peabody Magoun, Jr.                        | prevod v prozi                                               |
| angleščina    | 1989         | Eino Friberg                                       | urednik in spremna beseda: George C. Schoolfield             |
| angleščina    | 1998         | Keith Bosley                                       |                                                              |
| madžarščina   | 1871         | Ferdinánd Barna                                    |                                                              |
| madžarščina   | 1909         | Béla Vikár                                         |                                                              |
| madžarščina   | 1971         | Kálmán Nagy                                        |                                                              |
| ruščina       | 1888         | Leonid Petrovič Belskij                            |                                                              |
| estonščina    | 1891–1898    | M. J. Eisen                                        |                                                              |
| češčina       | 1894–1895    | J. Holecek                                         |                                                              |
| ukrajinščina  | 1901         | E. Timcenko                                        |                                                              |
| danščina      | 1907         | Ferdinand Ohrt                                     | izbrani deli                                                 |
| danščina      | 1994         | Hilkka in Bent Søndergaard                         |                                                              |
| italijanščina | 1909         | I. Cocchi                                          |                                                              |
| italijanščina | 1910         | Paolo Emilio Pavolini                              |                                                              |
| japonščina    | 1937         | Kakutan Morimoto                                   |                                                              |
| japonščina    | 1976         | Tamotsu Koizumi                                    |                                                              |
| hebrejščina   | 1954         | Saul Tschernichovsky                               |                                                              |
| hebrejščina   | 1978         | Sarah Tubia                                        |                                                              |
| jidiš         | 1954         | Hersh Rosenfeld                                    |                                                              |
| romunščina    | 1959         | Iulian Vesper                                      |                                                              |
| kitajščina    | 1962         | Shih Hêng                                          |                                                              |
| kitajščina    | 1985         | Sun Yong                                           |                                                              |
| esperanto     | 1964         | Johan Edvard Leppäkoski                            |                                                              |
| turščina      | 1965         | Hilmi Ziya Ülken                                   |                                                              |
| turščina      | 1982         | Lale in Muammar Obuz                               |                                                              |
| norveščina    | 1967         | Albert Lange Fliflet                               | (nynorsk)                                                    |
| poljščina     | 1974         | Józef Ozga-Michalski po predlogi Karola Laszeckega | celotno besedilo                                             |
| poljščina     | 1998         | Jerzy Litwiniuk                                    | celotno besedilo                                             |
| fulani        | 1983         | Alpha A. Diallo                                    |                                                              |
| nizozemščina  | 1985         | Maria Mies le Nobel                                |                                                              |
| tulu          | 1985         | Amrith Someshwar                                   |                                                              |
| latinščina    | 1986         | Tuomo Pekkanen                                     |                                                              |
| vietnamščina  | 1986         | Cao Xuân Nghiêp                                    |                                                              |
| vietnamščina  | 1991         | Hoàng Thái Anh                                     |                                                              |
| vietnamščina  | 1994         | Búi Viêt Hòa's                                     |                                                              |
| hindujščina   | 1990         | Vishnu Khare                                       |                                                              |
| arabščina     | 1991         | Sahban Ahmad Mroueh                                |                                                              |
| slovenščina   | 1991         | Jelka Ovaska Novak                                 | delni prevod                                                 |
| slovenščina   | 1997         | Jelka Ovaska Novak                                 | celotni prevod                                               |
| svahili       | 1991         | Jan Knappert                                       |                                                              |
| bolgarščina   | 1992         | Nino Nikolov                                       |                                                              |
| grščina       | 1992         | Maria Martzouk                                     |                                                              |
| ferščina      | 1993         | Jóhannes av Skarði                                 |                                                              |
| tamilščina    | 1994         | R. Sivalingam (Uthayanan)                          | celotni prevod                                               |
| katalonščina  | 1997         | Ramon Garriga i Marquès, Pirkko-Merja Lounavaara   | celotni prevod, iz finščine (v verzih)                       |
| portugalščina | 2007         | Orlando Moreira                                    | celotni prevod (delna verzija je dostopna na internetu)      |

### Različice Kalevale, dostopne na spletu
- Prosta spletna izdaja v finščini
- Angleški prevod Johna Martina Crawfordsa iz leta 1888. Projekt Gutenberg
- Ilustrirana angleška Kalevala
- Kalevala v kitajščini Arhivirano 2010-06-05 na Wayback Machine.
- Kalevala v ruščini Arhivirano 2008-06-19 na Wayback Machine.
- Kalevala v tamilščini Arhivirano 2007-08-06 na Wayback Machine.
- Kalevala v madžarščini
- Kalevala v portugalščini Arhivirano 2007-10-16 na Wayback Machine.